# La Trétoire
La Trétoire és un municipi francès, situat al departament de Sena i Marne i a la regió de Illa de França. L'any 2007 tenia 369 habitants.
Forma part del cantó de Coulommiers, del districte de Provins i de la Comunitat de comunes dels Deux Morin.

## Demografia

### Població
El 2007 la població de fet de La Trétoire era de 369 persones. Hi havia 142 famílies, de les quals 34 eren unipersonals (15 homes vivint sols i 19 dones vivint soles), 46 parelles sense fills, 58 parelles amb fills i 4 famílies monoparentals amb fills.
La població ha evolucionat segons el següent gràfic:
Habitants censats

### Habitatges
El 2007 hi havia 200 habitatges, 148 eren l'habitatge principal de la família, 37 eren segones residències i 15 estaven desocupats. 182 eren cases i 7 eren apartaments. Dels 148 habitatges principals, 129 estaven ocupats pels seus propietaris, 12 estaven llogats i ocupats pels llogaters i 8 estaven cedits a títol gratuït; 2 tenien una cambra, 10 en tenien dues, 22 en tenien tres, 32 en tenien quatre i 83 en tenien cinc o més. 115 habitatges disposaven pel capbaix d'una plaça de pàrquing. A 65 habitatges hi havia un automòbil i a 74 n'hi havia dos o més.

### Piràmide de població
La piràmide de població per edats i sexe el 2009 era:
| Homes | Edats   | Dones |
| ----- | ------- | ----- |
| 0     | 95 o +  | 0     |
| 0     | 90 a 94 | 1     |
| 2     | 85 a 89 | 0     |
| 1     | 80 a 84 | 2     |
| 7     | 75 a 79 | 10    |
| 8     | 70 a 74 | 8     |
| 11    | 65 a 69 | 9     |
| 8     | 60 a 64 | 9     |
| 8     | 55 a 59 | 6     |
| 23    | 50 a 54 | 10    |
| 13    | 45 a 49 | 14    |
| 17    | 40 a 44 | 17    |
| 14    | 35 a 39 | 19    |
| 14    | 30 a 34 | 18    |
| 10    | 25 a 29 | 11    |
| 3     | 20 a 24 | 7     |
| 12    | 15 a 19 | 16    |
| 16    | 10 a 14 | 14    |
| 16    | 5 a 9   | 13    |
| 9     | 0 a 4   | 13    |

## Economia
El 2007 la població en edat de treballar era de 239 persones, 189 eren actives i 50 eren inactives. De les 189 persones actives 179 estaven ocupades (103 homes i 76 dones) i 10 estaven aturades (6 homes i 4 dones). De les 50 persones inactives 14 estaven jubilades, 16 estaven estudiant i 20 estaven classificades com a «altres inactius».

### Ingressos
El 2009 a La Trétoire hi havia 153 unitats fiscals que integraven 403 persones, la mediana anual d'ingressos fiscals per persona era de 19.922 €.

### Activitats econòmiques
Dels 14 establiments que hi havia el 2007, 1 era d'una empresa de fabricació d'altres productes industrials, 7 d'empreses de construcció, 1 d'una empresa de comerç i reparació d'automòbils, 2 d'empreses immobiliàries, 1 d'una empresa de serveis i 2 d'empreses classificades com a «altres activitats de serveis».
Dels 7 establiments de servei als particulars que hi havia el 2009, 1 era un taller de reparació d'automòbils i de material agrícola, 1 paleta, 2 guixaires pintors, 1 fusteria i 2 electricistes.
L'any 2000 a La Trétoire hi havia 6 explotacions agrícoles que ocupaven un total de 522 hectàrees.

## Equipaments sanitaris i escolars
El 2009 hi havia una escola elemental integrada dins d'un grup escolar amb les comunes properes formant una escola dispersa.

## Poblacions més properes
El següent diagrama mostra les poblacions més properes.